# Дедино (Себежский район)
Де́дино — деревня в Себежском районе Псковской области России. 
Входит в состав городского поселения Сосновый Бор.

## География
Расположена на берегу озера Дедино, в 13 км к западу от города Себеж.

## Этимология
Точное происхождение название доподлинно установить не возможно. Есть предположение, что название перешло от озера, название которого в переводе с одного из финских наречий означает "Отец вод". Также возможно происхождение от слова "Дедина", означавшее не от отца или деда наследованную землю, а непрерывность и древность владения ею в одном роде. В официальном титуле своем великие князья литовские употребляли выражение дедич (польск. dziedzic).

## Население
| 2001 | 2002 | 2010 |
| ---- | ---- | ---- |
| 337  | ↘294 | ↘260 |

Численность населения деревни по оценке на начало 2001 года составляла 377 жителей.

## История
"Селениями лежит село Дедино на берегу озера Исы, в нём церковь унияцкая деревянная во имя Покрова Пресвятыя Богородицы с тремя пределами: первой Покрова Пресвятыя Богородицы, второй Зачатия Пресвятыя Богородицы, третий Распятия Иисуса Христа, построена князем маршалом Великого Княжества Литовского Александром Сапегою в 1709 году декабря 13 дня и дом господский деревянной изрядной архитектуры", - упоминается в экономических примечаниях к планам генерального межевания. С 1995 до 2005 года деревня входила в состав Дединской волости в качестве её административного центра. В 2006 году эта волость была упразднена и путём объединения её с посёлком городского типа Сосновый Бор была преобразована в одно единое муниципальное образование Сосновый Бор со статусом городского поселения.
В селе родился Герой Советского Союза Владимир Петрович Миронов.

## СМИ
В деревне можно принимать радио и телеканалы России, а также Латвии и Беларуси.
Радиостанции:
- 68,12 МГц - Радио России-Псков (Птушкино)
- 70,01 МГц — Радио России-Псков (Глубокое)
- 91.4 МГц - Radio Ef-Ei (Резекне)
- 91.9 МГц - Star FM (Резекне)
- 101.0 МГц — LR2 (Резекне)
- 101.4 МГц - Radio SWH plus (Резекне)
- 101.5 МГц - ПЛАН Русское радио (Птушкино)
- 101.8 МГц — LR3 (Резекне)
- 102.0 МГц — Радыё Віцебск (Освея)
- 102.4 МГц - Дорожное радио (Птушкино)
- 103.0 МГц - Latgales radio (Резекне)
- 103.5 МГц — Беларускае радыё (Освея)
- 103.8 МГц - LR5 (Резекне)
- 104.2 МГц — LR4 (Резекне)
- 105.1 МГц - Радио Резекне (Резекне)
- 105.5 МГц - Радио Ретро (Резекне)
- 106.0 МГц — Канал Культура (Освея)
- 106.5 МГц - Radio SWH (Резекне)
- 107.5 МГц — LR1 (Резекне)

Телеканалы:
- Первый Канал (Птушкино)
- Россия-1 Псков (Птушкино)
- Россия К/Euronews (Птушкино)
- 22 Беларусь-1 (Освея)
- 25 Беларусь-2 (Освея)
- 26 РТРС-1 (Птушкино)
- 42 СТВ (Освея)
- 59 ОНТ (Освея)

Также возможен постоянный приём цифровых каналов Латвии и Беларуси.